# Lijst van voetbalinterlands Burkina Faso - Tanzania
Deze lijst van voetbalinterlands is een overzicht van alle officiële voetbalwedstrijden tussen de nationale teams van Burkina Faso en Tanzania. De landen speelden tot op heden vier keer tegen elkaar. De eerste ontmoeting was een vriendschappelijke wedstrijd op 29 maart 1997 in Arusha. Het laatste duel, een groepswedstrijd tijdens het African Championship of Nations 2024, werd gespeeld in Dar es Salaam op 2 augustus 2025.

## Wedstrijden
| № | Plaats        | Datum            | Competitie                           | Wedstrijd               | Uitslag |
| - | ------------- | ---------------- | ------------------------------------ | ----------------------- | ------- |
| 1 | Arusha        | 29 maart 1997    | Vriendschappelijk                    | Tanzania – Burkina Faso | 3 – 2   |
| 2 | Dar es Salaam | 2 september 2006 | Afrika Cup 2008 kwalificatie         | Tanzania – Burkina Faso | 2 – 1   |
| 3 | Ouagadougou   | 16 juni 2007     | Afrika Cup 2008 kwalificatie         | Burkina Faso – Tanzania | 0 – 1   |
| 4 | Dar es Salaam | 2 augustus 2025  | African Championship of Nations 2024 | Tanzania − Burkina Faso | 2 − 0   |

## Samenvatting
| Competitie                      | Totaal gespeeld | Winst Burkina Faso | Gelijk | Winst Tanzania | Doelsaldo Burkina Faso – Tanzania |
| ------------------------------- | --------------- | ------------------ | ------ | -------------- | --------------------------------- |
| Afrika Cup-kwalificatie         | 2               | 0                  | 0      | 2              | 1 − 3                             |
| African Championship of Nations | 1               | 0                  | 0      | 1              | 0 − 2                             |
| Vriendschappelijk               | 1               | 0                  | 0      | 1              | 2 − 3                             |
| Totaal                          | 4               | 0                  | 0      | 4              | 3 − 8                             |

Wedstrijden bepaald door strafschoppen worden, in lijn met de FIFA, als een gelijkspel gerekend.
FBF · A-internationals · Olympisch elftal · Burkinees vrouwenelftal
1960 – 1969 · 
1970 – 1979 · 
1980 – 1989 · 
1990 – 1999 · 
2000 – 2009 · 
2010 – 2019 ·
2020 − 2029
Algerije ·
Angola ·
Bahrein ·
België ·
Benin ·
Botswana ·
Burundi ·
Centraal-Afrikaanse Republiek ·
Chili ·
Comoren ·
Congo-Brazzaville ·
Congo-Kinshasa ·
Djibouti ·
Egypte ·
Equatoriaal-Guinea ·
Ethiopië ·
Gabon ·
Gambia ·
Ghana ·
Guinee ·
Guinee-Bissau ·
Iran ·
Ivoorkust ·
Kaapverdië ·
Kameroen ·
Kazachstan ·
Kenia ·
Kosovo · 
Lesotho ·
Liberia ·
Libië ·
Madagaskar ·
Malawi ·
Mali ·
Marokko ·
Mauritanië ·
Mozambique ·
Namibië ·
Niger ·
Nigeria ·
Noord-Korea ·
Oeganda ·
Oezbekistan ·
Oman ·
Qatar ·
Senegal ·
Seychellen ·
Sierra Leone ·
Soedan ·
Swaziland ·
Tanzania ·
Togo ·
Tunesië ·
Zambia ·
Zimbabwe ·
Zuid-Afrika ·
Zuid-Korea ·
Zuid-Soedan
Nigeria (2013)
FAT · A-internationals · Olympische elftal · Vrouwenelftal
Algerije ·
Angola ·
Benin ·
Botswana ·
Brazilië ·
Bulgarije ·
Burkina Faso ·
Burundi ·
Centraal-Afrikaanse Republiek ·
China ·
Congo-Brazzaville ·
Congo-Kinshasa ·
Djibouti ·
Egypte ·
Equatoriaal-Guinea ·
Eritrea ·
Ethiopië ·
Gabon ·
Gambia ·
Ghana ·
Guinee ·
Indonesië ·
Ivoorkust ·
Jemen ·
Kaapverdië ·
Kameroen ·
Kenia ·
Lesotho ·
Liberia ·
Libië ·
Madagaskar ·
Malawi ·
Marokko ·
Mauritanië ·
Mauritius ·
Mongolië ·
Mozambique ·
Namibië ·
Nieuw-Zeeland ·
Niger ·
Nigeria ·
Oeganda ·
Palestina ·
Rwanda ·
Saoedi-Arabië ·
Senegal ·
Seychellen ·
Soedan ·
Somalië ·
Swaziland ·
Togo ·
Tsjaad ·
Tunesië ·
Zambia ·
Zimbabwe ·
Zuid-Afrika